# Helmstadt
Helmstadt település Németországban, azon belül Bajorországban. Lakosainak száma 2682 fő (2023. december 31.). Helmstadt Holzkirchen, Uettingen, Waldbüttelbrunn, Irtenberger Wald, Altertheim, Neubrunn és Wertheim községekkel határos.

## Népessége
| Lakosok száma | 110  | 1656 | 1708 | 2307 | 2574 | 2569 | 2642 | 2648 | 2656 | 2682 |
|               | 1875 | 1950 | 1975 | 1987 | 2012 | 2014 | 2016 | 2017 | 2021 | 2023 |